# Ari Nyman
Ari Nyman (ur. 7 lutego 1984 w Turku) – fiński piłkarz występujący na pozycji obrońcy.

## Kariera klubowa
Nyman zawodową karierę rozpoczynał w Interze Turku. W pierwszej lidze fińskiej zadebiutował 28 października 2000 w meczu z Tampere United. Było to jedyne spotkanie rozegrane przez niego w sezonie 2000. W następnym sezonie w lidze zagrał dwa razy. Od początku sezonu 2002 stał się podstawowym graczem Interu. W tamtym sezonie otrzymał również nagrodę Najlepszego Młodego Piłkarza Roku Ligi Fińskiej. 20 sierpnia 2006 w zremisowanym 2:2 pojedynku z FF Jaro Nyman strzelił pierwszego gola w trakcie gry w ekstraklasie. W 2006 został wybrany Fińskim Piłkarzem Roku U-21. W Interze Nyman spędził siedem sezonów. W sumie rozegrał tam 125 ligowych spotkań i zdobył 3 bramki.
W styczniu 2007 przeszedł do szwajcarskiego FC Thun. W szwajcarskiej ekstraklasie zadebiutował 11 lutego 2007 w wygranym 2:1 pojedynku z FC Schaffhausen. W sezonie 2007/2008 zajął z klubem ostatnie, dziesiąte miejsce w lidze i spadł z nim do drugiej ligi. W tej lidze grał do kwietnia 2009. Potem odszedł z FC Thun. W jego barwach zagrał łącznie w 64 ligowych meczach i strzelił jednego gola.
W kwietniu 2009 powrócił do Interu Turku, którego barwy reprezentował już w latach 2000–2007.

## Kariera reprezentacyjna
Nyman zagrał 30 razy w reprezentacji Finlandii U-21. W kadrze seniorskiej zadebiutował 1 grudnia 2004 w przegranym 1:2 towarzyskim meczu z Bahrajnem. Był powoływany do kadry na mecze eliminacji MŚ 2006 oraz ME 2008, jednak na oba turnieju jego reprezentacja nie awansowała.